# Duopolio
Un duopolio costituisce una situazione limite della struttura di mercato oligopolistico, in cui operino due sole imprese che offrano prodotti identici, con costi marginali simili, e che entrambe conoscano le informazioni di domanda (simmetria informativa) e l'impatto delle mosse del concorrente sulla propria situazione.

## Terminologia nelle scienze umane
È una concezione teorica, sviluppata per studiare ed evidenziare le caratteristiche del modello oligopolista.
Tale modello di riferimento è la base delle analisi sull'oligopolio condotte da economisti di grande rilievo, quali Cournot, Bertrand, Hotelling e Nash.
Il modello di duopolio è usato come riferimento per le teorie dei giochi.

## Il duopolio televisivo in Italia
In Italia il termine duopolio è dai media usato specialmente per descrivere la situazione che si ha in campo televisivo per quello che riguarda la televisione analogica, dove i due principali concorrenti, la Rai e Mediaset distanziano ancora oggi in modo molto evidente gli altri comprimari.
La rottura del monopolio televisivo sancita dalle sentenze della Corte Costituzionale del 1976, determinò il nascere di una situazione di fatto non regolamentata da provvedimenti legislativi, con una pluralità di soggetti che lanciavano diverse iniziative. La crisi di diversi di questi tentativi vide un concentrarsi della televisioni commerciali in un gruppo che faceva capo a Silvio Berlusconi.
La catena di trasmittenti televisive riuscivano a superare l'ambito locale, inizialmente previsto, con alcuni artifici, come la cosiddetta interconnessione (trasmissione dello stesso contenuto in differita rispetto all'ambito locale milanese, ma una differita di alcuni secondi soltanto): il pretore di Roma, così come altri due pretori, basandosi su una normativa tratta dal codice postale, aveva stabilito la mancanza di legittimità di tale situazione.
Il "decreto Berlusconi" creò il duopolio: esso fu varato da Bettino Craxi che ottenne dal Governo da lui presieduto il varo di un decreto-legge finalizzato a ristabilire le frequenze dei canali Fininvest di Silvio Berlusconi chiusi dall'ordinanza del pretore. La misura fu preceduta da un'accorta regia mediatica di Berlusconi, facendo inondare di telefonate furenti il centralino di Palazzo Chigi e gli apparecchi dei tre pretori "colpevoli", da parte di telespettatori desiderosi "di godersi in santa pace le proprie serate televisive: Dynasty, Dallas, i Puffi... Quando infine Berlusconi piomba a Roma, i giornali raccontano già ampiamente questa levata di scudi dei telespettatori".
In buona parte dell'opinione pubblica si diffuse l'idea che Craxi proteggesse politicamente Berlusconi e quest'ultimo gli concedesse ampio spazio nelle sue televisioni; Craxi e Berlusconi tra l'altro erano legati da una lunga e stretta amicizia. Altri invece ribadiscono che il decreto rientrava in un progetto a largo raggio di Craxi per scardinare il monopolio della Rai e aprire alla concorrenza il mercato televisivo.
La conversione del decreto in legge fu abbastanza travagliata, essendosi arenata sullo scoglio della decadenza per mancato riconoscimento dei presupposti costituzionali di necessità ed urgenza. In base alla prassi dell'epoca, il decreto fu reiterato e, trascorsi i sessanta giorni prescritti dall'art. 77 della Costituzione della Repubblica Italiana, il provvedimento fu convertito dal Parlamento solo grazie ad una precisa iniziativa politica di Craxi, che minacciò la crisi di governo e le elezioni anticipate. A poche ore dal termine ultimo per la conversione, i parlamentari del Partito Comunista Italiano garantirono il numero legale con la loro presenza, senza porre in essere alcuno ostruzionismo, consentendo così la conversione del decreto. L'apporto del Partito Comunista Italiano fu determinante: come contropartita, i comunisti avrebbero ricevuto il placet di Craxi per ottenere il controllo di Raitre; secondo altri, invece, l'errore politico del PCI fu di temere una sconfitta elettorale oppure di preferire che la legislatura avesse seguito nell'erronea convinzione che lo svolgimento del referendum sulla scala mobile avrebbe visto la prevalenza dei sì all'abolizione del decreto di San Valentino.
Il duopolio fu poi consacrato nel 1990 dalla "Legge Mammì".
L'anomalia di tale situazione è stata più volte rilevata dalla Corte Costituzionale e dal Parlamento. Gli interventi legislativi che si sono succeduti sull'argomento non hanno di fatto portato alcun concreto temperamento al problema, che ha spinto il legislatore a puntare sull'anticipazione dei tempi dell'introduzione della televisione digitale.